# ديفيد كافاناه
ديفيد كافاناه (بالإنجليزية: David Cavanagh)‏ هو كاتب بريطاني، ولد في عقد 1960، وتوفي في 29 ديسمبر 2018.